# Chuck Schuldiner
Charles Michael "Chuck" Schuldiner (Long Island, Nueva York, EE. UU., 13 de mayo de 1967-13 de diciembre de 2001) fue un músico estadounidense, guitarrista, vocalista, compositor y miembro fundador de las bandas Death y Control Denied. Murió a causa de las complicaciones de un glioma (cáncer) de tronco encefálico, el 13 de diciembre de 2001.
Se le considera "el padre del death metal", aunque él decía no sentirse cómodo con el apodo: "no debería llevarme el mérito por esto del death metal, porque solo soy un músico, y Death es una banda de heavy metal".

## Biografía

### Primeros años
Nació el 13 de mayo de 1967 en Long Island (Nueva York), en el seno de una familia de origen judío. Tuvo dos hermanos mayores, Frank y Bethann. Su familia se mudó a Florida en 1968.
Al morir su hermano Frank en un accidente a los 16 años, los padres de Chuck le compraron una guitarra acústica a los 9 años para ayudarlo a sobrellevar la pérdida. Recibió lecciones de guitarra clásica, pero no le gustaron y las abandonó en menos de un año. Entonces sus padres le compraron una guitarra eléctrica y desde ese momento Chuck no paró de practicar día y noche en su habitación o en el garaje, limitado únicamente por las actividades escolares.
Sus primeras influencias fueron, entre otros, Kiss y Billy Idol. Luego se interesó en el movimiento del «New Wave Of British Heavy Metal» (NWOBHM) con bandas como Venom, Angel Witch, Diamond Head, etc. y especialmente Iron Maiden, que era una de sus bandas favoritas. Sus últimas influencias que marcaron su estilo final fueron grupos de thrash metal de la escena de la época como Slayer, Sepultura y Possessed. Su madre afirmó que Chuck escuchaba todo tipo de música excepto el country y el rap. Además, era fanático del jazz, del rock progresivo y de la música clásica, estilos que luego implementaría en Death.
Su voz era de un barítono dramático, la cual se mezclaba perfectamente con su voz gutural. Tenía un rango aproximado desde un F1 hasta un E5, un total de 3 octavas.

### Carrera musical

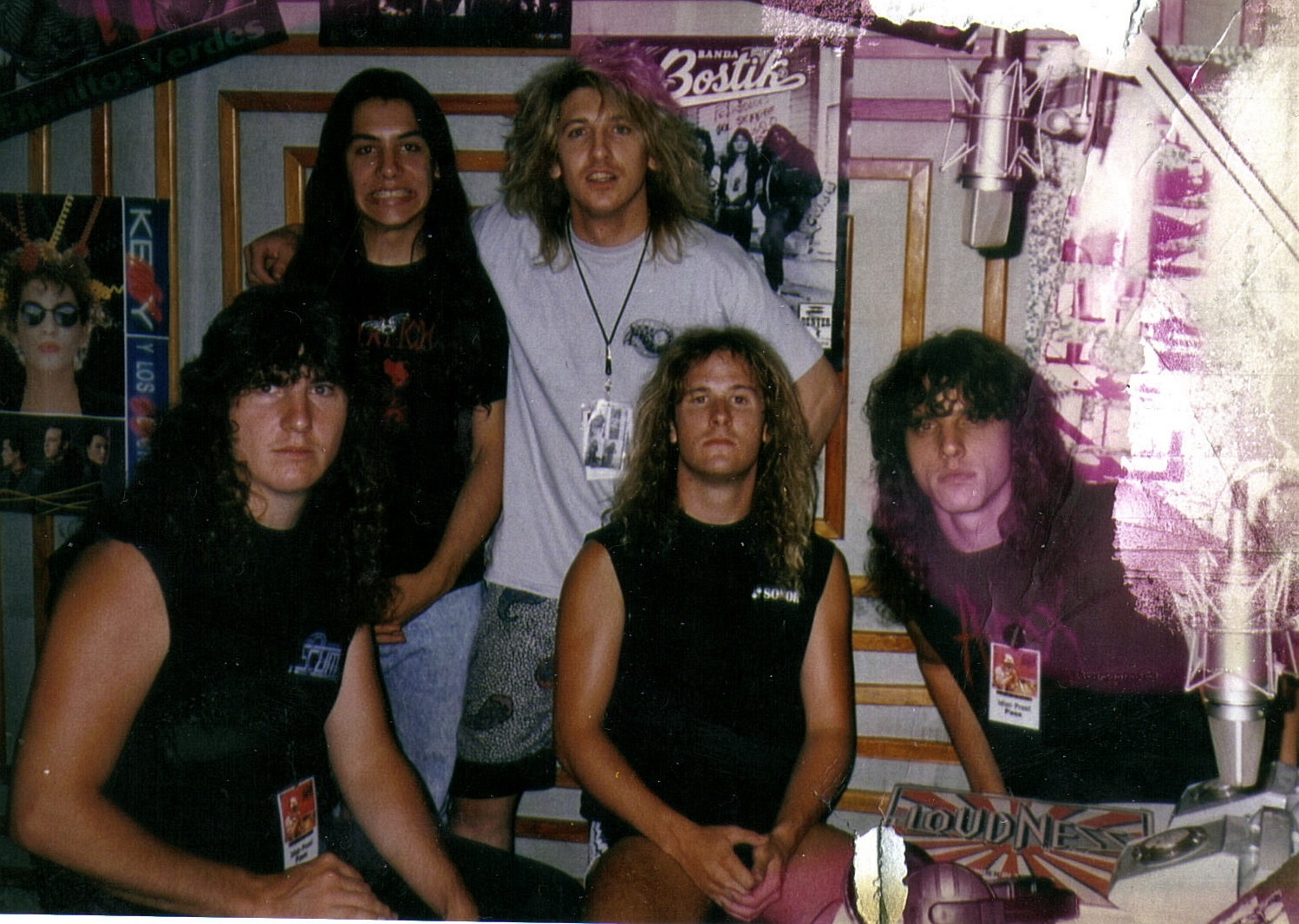
Death en México (1989). De izquierda a derecha: Terry Butler, Paul Masvidal, el mánager Eric Greif, Bill Andrews y Chuck Schuldiner.

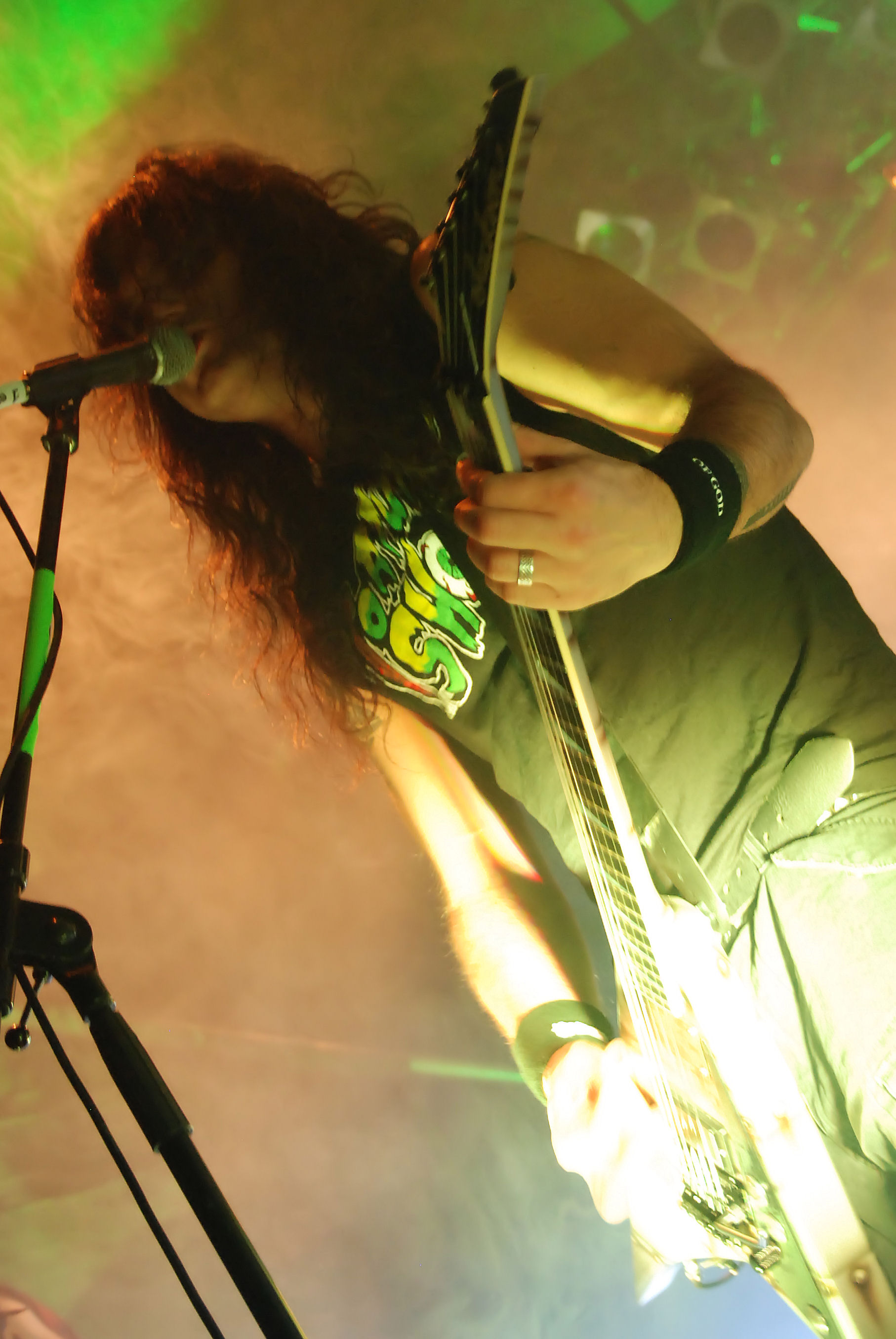
Mille Petrozza, líder de Kreator, participó en el proyecto VoodooCult, junto con Schuldiner y Dave Lombardo de Slayer.

Formó su primer grupo en 1983. Se llamó primero Mantas y después pasó a ser Death. Allí tocó la canción «Black Magic» de la banda estadounidense Slayer.
En enero de 1986, entró temporalmente en la banda canadiense Slaughter como guitarra, pero volvió rápidamente a su grupo original.
En ese periodo, Death sufrió varios cambios en su formación. Aun así, con Chris Reifert, publicaron su primer álbum, titulado Scream Bloody Gore, en 1987. El disco está considerado uno de los primeros álbumes de death metal. Posteriormente, lanzó Leprosy con el guitarrista rítmico Rick Rozz, Terry Butler en el bajo (Terry no tocó realmente el bajo en el disco, sino que lo hizo el propio Chuck, que por su amistad, lo dejó en los créditos) y Bill Andrews en la batería. En 1990, se lanza Spiritual Healing, donde a Rozz lo sustituye James Murphy.
Después de Spiritual Healing, dejó de trabajar con grupos enteros para pasar a trabajar con músicos de sesión, después de las malas relaciones entre guitarristas. Esto provocó que se le considerase un perfeccionista dentro de la comunidad metalera. También despidió a su mánager Eric Greif, pero lo volvió a contratar después de lanzar su siguiente álbum. 
Death lanzaría un álbum innovador, Human, donde se podía ver a una banda que había evolucionado hacia un estilo más técnico y más progresivo, en el cual se podían ver las grandes habilidades musicales de Chuck. Death mantuvo y profundizó el estilo, como se puede ver en los álbumes posteriores Individual Thought Patterns, Symbolic y The Sound of Perseverance.
Tocó la guitarra en el proyecto Voodoocult (donde participaron otras leyendas del género como Dave Lombardo de Slayer y Mille Petrozza de Kreator) en el álbum Jesus Killing Machine.
Fundó una banda de heavy metal llamada Control Denied y lanzó The Fragile Art of Existence en 1999.
Control Denied era el proyecto que solía satisfacer la necesidad que Chuck tenía de ser solo el guitarrista líder, además de componer y escribir.
Lamentablemente, el segundo disco de Control Denied When Man and Machines Collide "no verá la luz nunca", como indicó el administrador de la página oficial de Death en Facebook a la pregunta de un fan. "Desafortunadamente, no habrá un segundo álbum de Control Denied. Era una tarea enorme, y Chuck le dijo a Jim Morris que si no podía hacerse como él se lo imaginaba, no debía hacerse. Han pasado demasiados años".

### Lucha contra el cáncer
En mayo de 1999, Schuldiner tenía dolores en la parte alta de la nuca. Creyendo que eran por un nervio comprimido, fue al quiropráctico y luego de terapias de acupuntura y masajes, se le recomendó un examen de resonancia magnética. El examen determinó que la causa del nervio comprimido era un tumor. El día de su cumpleaños, el 13 de mayo de ese año, fue diagnosticado, por la interpretación de la resonancia magnética, tenía un glioma de tronco encefálico. Este es un tipo de tumor intracraneal que, por su localización tan profunda y anatómicamente delicada, no suele ser operado ya que no cambia el pronóstico de vida del paciente. Por tal motivo Schuldiner comienza tratamiento con radioterapia. El tumor de Schuldiner se encontraba en la parte inferior de su tronco encefálico, lamentablemente éstos tienen peor pronóstico que los gliomas de tronco en localización superior.
En octubre de 1999, la familia de Schuldiner anunció que el tumor había remitido y que Chuck estaba pronto a recuperarse. En enero de 2000, Schuldiner requirió cirugía para extirpar los restos del tumor. La operación fue exitosa. Sin embargo, la familia adquirió problemas financieros, pues los costos totales de la operación y tratamientos bordeaban los 70 mil dólares, monto que no podía solventar la familia. Se organizaron colectas de fondos y conciertos benéficos para ayudar a costear el tratamiento. La comunidad metalera trabajó incansablemente para reunir los dineros requeridos, muchas bandas ofrecieron sus conciertos gratuitamente para poder destinar los recursos recogidos para el tratamiento de Chuck. Mientras tanto, el plantel médico, tras la cirugía, logró obtener una biopsia del tumor y confirmar que el diagnóstico efectivamente era el correcto: glioma de tronco con su conocido y desfavorable pronóstico.
Schuldiner continuó trabajando en su música y en Control Denied. En mayo de 2001 el cáncer regresó, por lo que Schuldiner enfermó otra vez. Se le negó una intervención quirúrgica (la cual necesitaba de urgencia) debido a la falta de fondos financieros. Los medios hicieron reportajes llamando a la gente a apoyarlo, incluyendo a compañeros artistas de la escena. La madre de Chuck, Jane Schuldiner, recomendó que todos tuvieran seguros de salud, pues Chuck no lo tenía, con lo cual se evidenció su frustración por el sistema de seguros del país (EE. UU.). Ante la desesperación familiar por la falta de recursos financieros para intervenir a Chuck, habría que analizar desde el punto de vista costo - beneficio si la operación hubiera cambiado algo su pronóstico, pues la evolución de esos tumores no varía entre los pacientes que lo padecen y siempre conlleva la muerte del mismo a los pocos meses del diagnóstico.

### Fallecimiento
Recibió quimioterapia basada en vincristina, una droga que por entonces estaba en fase de ensayo clínico. Los efectos secundarios lo debilitaron aún más. A principios de noviembre de ese año, Schuldiner contrajo una neumonía. Falleció a las cuatro de la tarde del 13 de diciembre de 2001, con 34 años.

### Creencias
Chuck se consideraba «amante de la vida, los animales, la cerveza». En una entrevista comentó «Quiero vivir para siempre si es posible». También declaró que no escribía canciones satánicas, ya que no quería que la gente tuviera malos pensamientos e hiciera cosas estúpidas como autolesionarse. Estaba a favor del aborto:
"Debería ser legal. Si fuera una mujer seguramente me gustaría tener la opción de tener un hijo o no. En Estados Unidos, se mata a muchos recién nacidos porque no eran deseados. Es mejor resolverlo de inmediato cuando una mujer se entera del embarazo y no quiere tener un hijo. Es mejor abortar que matar a un bebé. Eso es terrible. Los hombres no pueden obligar a las mujeres a tener un hijo cuando ellas mismas sienten que no pueden".
Era conocido por oponerse abiertamente a las drogas duras, algo que mencionó en varias entrevistas y en algunas de sus canciones (como en «Living Monstrosity», sobre un niño adicto nacido de una madre cocainómana).

### Equipo usado
Desde su juventud usó guitarras B.C. Rich. Uno de los modelos más usados fue la Stealth, que podemos ver en la mayoría de sus fotografías, aunque también se le vio usando varias veces guitarras Jackson Warrior. Su sonido característico, aparte de su guitarra y su técnica, se debe a sus micrófonos Dimarzio X2N, al uso de amplificadores Marshall modelo Valvestate y al rechazo de procesadores de efectos, como declaró en ciertas revistas (aunque en directo usaba un chorus). El sonido de Chuck es oscuro y pesado, es por eso que él, al igual que otros guitarristas de death metal, usaba una afinación en Re, también conocida como D estándar.